# Финеас Гејџ
Финеас П. Гејџ (1823 – 1860) био је амерички радник, који је остао упамћен по невероватном преживљавању несреће, у којој му је велика гвоздена шипка пробила лобању, уништавајући већи део левог, фронталног режња мозга. Ова несрећа је оставила велике последице по његову личност и понашање. Његови пријатељи су говорили да "Гејџ након несреће није више онај исти."

## Живот
Гејџ је био прво од петоро деце коју су одгајили Џеси Итон и Хана Трасел Гејџ из америчке државе Њу Хемпшир. О његовом одрастању и образовању мало се зна осим да је био писмен.
Лекар Џон Мартин Харлоу, који је Гејџа познавао пре његове несреће, описао га је као „савршено здравог, снажног и активног младића, старог двадесет и пет година, нервно-жучног темперамента, висине од 1,68 м, просечне тежине 68 килограма, гвоздене воље, као и гвозденог оквира; мишићни систем необично добро развијен‍." 

## Несрећа
Дана 13. септембра 1848. Гејџ је водио групу људи која је минирала стене док је припремао коловоз за железничку пругу Рутланд и Бурлингтон јужно од села Кејвендиш, Вермонт. Намештање експлозије подразумевало је бушење рупе дубоко у изданку камена; додавање прашка за минирање и осигурача; затим помоћу набијача упаковати („набити“) песак, глину или други инертни материјал у рупу изнад праха како би задржао енергију експлозије и усмерио је у околне стене.
Док је Гејџ то радио око 16:30, пажњу су му привукли његови људи који су радили иза њега. Гледајући преко десног рамена и нехотице доводећи главу у равнину са експлозијском рупом, Гејџ је отворио уста да говори; у том истом тренутку набијање гвожђа заискрило је о стену и прашак је експлодирао.
Избачен из рупе, набијач‍ - пречника 3,2 cm, дужине 1,1 м и тежине 6,0 kg ‍ - ушао је у леву страну Гејџа, лицем окренутим према горе, непосредно испред угла доње вилице. Настављајући према горе изван горње вилице и евентуално преломивши јагодичну кост, прошла је иза левог ока, кроз леву страну мозга, а затим потпуно кроз врх лобање кроз фронталну кост. 
Набијач гвожђа слетео је око 25 метара даље, „подмазан крвљу и мозгом“.
Гејџ је од силине ударца био бачен на леђа и кратко се грчио у рукама и ногама, али је за неколико минута проговорио, прошетао и уз мало помоћи сео усправно у воланској запрези на 1,2 км вожње до свог конака у граду. Отприлике 30 минута након несреће лекар Едвард Х. Вилијамс, пронашавши Гејџа како седи на столици испред хотела, дочекан је са „једним од великих потцењивања историје медицине."
| „ | Кад сам дошао, рекао је: "Докторе, овде је довољно посла за Вас." Први пут сам приметио рану на глави пре него што сам сишао са кочије, пулсације мозга су биле врло различите. Врх главе изгледао је некако попут обрнутог левка, као да је неко клинасто тело прошло одоздо према горе. Господин Гејџ је, док сам испитивао ову рану, причао како се повредио околним пролазницима. Нисам веровао у његову изјаву у то време, мислио сам да се преварио. Господин Гејџ је устрајао у својој причи, говорећи да му је шипка прошла кроз главу. Господин Гејџ је устао и повратио; напор повраћања истиснуо је мождану материју, која је пала на под. | ” |

Харлоу је водио случај око 18:00:
| „ | Пацијент је подносио своје патње са најјуначкијом чврстином. Одмах ме је препознао и рекао да се нада да није много повређен. Чинило се да је био савршено при свести, али се исцрпљивао од крварења. Његов кревет на који је положен био је натопљен крвљу. | ” |

## Лечење и реконвалесценција
Упркос сопственом оптимизму, Гејџево опорављање је било дуго, тешко и неравномерно. Иако је препознао мајку и ујака - позваног из Либана, Њу Хемпшир, удаљеног 50 км - ‌ујутру након несреће, другог дана, „изгубио је контролу над његовим умом, и доживљавао делиријум“. До четвртог дана, поново је био „рационалан ... познавао је своје пријатеље“, а након недељу дана даљег побољшања Харлоу је по први пут помислио да је могуће да се Гејџ опорави. Ово побољшање је, међутим, било краткотрајно.

## Смрт
Дана 18. маја 1860. Гејџ је "напустио Санта Клару и отишао кући својој мајци. У 5 сати ујутро, 20., имао је јаку конвулзију. Позван је породични лекар. Конвулзије су се поновиле често током следећих дана и ноћи, а Гејџ је умро због епилептичког напада,у близини Сан Франциска, касно 21. маја 1860. Сахрањен је на гробљу у Сан Франциску.

## Менталне промене и оштећење мозга
Гејџ је можда био први случај који сугерише улогу мозга у одређивању личности и да оштећење одређених делова мозга може изазвати одређене промене личности, али природу, обим и трајање ових промена било је тешко утврдити. Само неколицина извора даје директне информације о томе какав је био Гејџ (било пре или после несреће), а менталне промене објављене након његове смрти биле су много драматичније од свега што је пријављено док је био жив, а мало је експлицитних извора о периоду Гејџовог живота на који је намењен сваки њихов различит опис (који се у великој мери разликују у подразумеваном нивоу функционалног оштећења).